# Сьмяри-Кольонія
Сьмяри-Кольонія (пол. Śmiary-Kolonia) — село в Польщі, у гміні Доманиці Седлецького повіту Мазовецького воєводства.
Населення — 87 осіб (2011).
У 1975-1998 роках село належало до Седлецького воєводства.

## Демографія
Демографічна структура станом на 31 березня 2011 року:
|          | Загалом | Допрацездатний вік | Працездатний вік | Постпрацездатний вік |
| -------- | ------- | ------------------ | ---------------- | -------------------- |
| Чоловіки | 42      | 8                  | 26               | 8                    |
| Жінки    | 45      | 11                 | 20               | 14                   |
| Разом    | 87      | 19                 | 46               | 22                   |